# 赫連滿
赫連滿（？—427年），中国五胡十六国时代匈奴铁弗部人，夏國开国皇帝赫连勃勃的第六子。
414年，夏王赫连勃勃册立夫人梁氏为王后，册封赫連延为河南公，赫連延的大哥赫連璝為太子，二哥赫連延为阳平公，三哥赫連昌為太原公，四哥赫连伦為酒泉公，五哥赫连定为平原公，七弟赫連安为中山公。424年，赫連璝杀死赫连伦，反叛，赫連昌再杀死赫連璝。次年，赫連昌即位。427年，北魏部队把夏国残兵追到统万城北，杀死了赫连满和他侄儿赫连蒙逊，杀死一万多士卒。